# 汐見麻佑子
汐見 麻佑子（しおみ まゆこ、本名：塩見 麻佑子、1984年9月4日 - ）は、日本の女性ファッションモデル。
北海道札幌市出身。所属事務所はJADE MODELS（ジェードモデルズ）。東京ではモデル事務所「イデア」に所属していた。

## 来歴
- 18歳の頃から北海道でモデルの仕事を始め[1]、大学在学中の2005年、姉の薦めで「WOODONEピュアビューティーコンテスト」に応募し審査員特別賞を受賞。その後インセント系列の事務所「イデア」に所属しモデル活動を行う。
- 2010年3月17日、自身のブログで高校時代の友達と入籍したことを発表し[2]、2011年2月5日に披露宴を挙げた[3]。現在は、イデアを退所し活動拠点を北海道内に一本化している。

## 人物
- 趣味は料理、音楽鑑賞。特技はピアノ。
- 「ゲーマーな私」と自称するほどのゲーム好きである[4]。
- 女優の吹田早哉佳と仲が良く、よくカラオケや食事に行くほどでもあった[5]。ちなみに汐見の母と吹田の母は誕生日が同じである[6]。
- 元「美勇伝」の三好絵梨香と同級生[7]。

## 出演

### テレビドラマ
- 「夏の秘密」第一話（2009年、フジテレビ系）

### 雑誌
- non-no
- InRed
- ゼクシィ
- 北海道ウォーカー
- POROCO
- non rouge
- 海空

### CM
- JR北海道（2003年12月 - 2004年3月）
- マリオパーティ8 (2007年7月～)
- セイコーマート～バナナ～ (2010年5月～)
- セイコーマート～カレーライス～ (2010年7月～)
- 三菱自動車コルト (2011年5月～)

### ファッションショー
- 山本寛斎  「元気主義」（2002年9月）
- 神戸コレクション (2008年2月23日 東京公演)
- 札幌コレクション (2010年4月29日)

### その他
- 『Re* OLIVE des OLIVE』Webカタログ
- 日産自動車WEBカタログ
- サッポロファクトリー広告
- イトーヨーカドー自転車カタログ
- ホーマックアウトドアカタログ